# Hylophilodes elegans
Hylophilodes elegans är en fjärilsart som beskrevs av Max Wilhelm Karl Draudt 1950. Hylophilodes elegans ingår i släktet Hylophilodes och familjen trågspinnare. Inga underarter finns listade i Catalogue of Life.